# Cino da Pistoia
Cino da Pistoia oftewel Cynus van Pistoia (Pistoia, ongeveer 1265 of 1270 - Pistoia, 24 december 1336) was een Italiaanse dichter en jurist. 

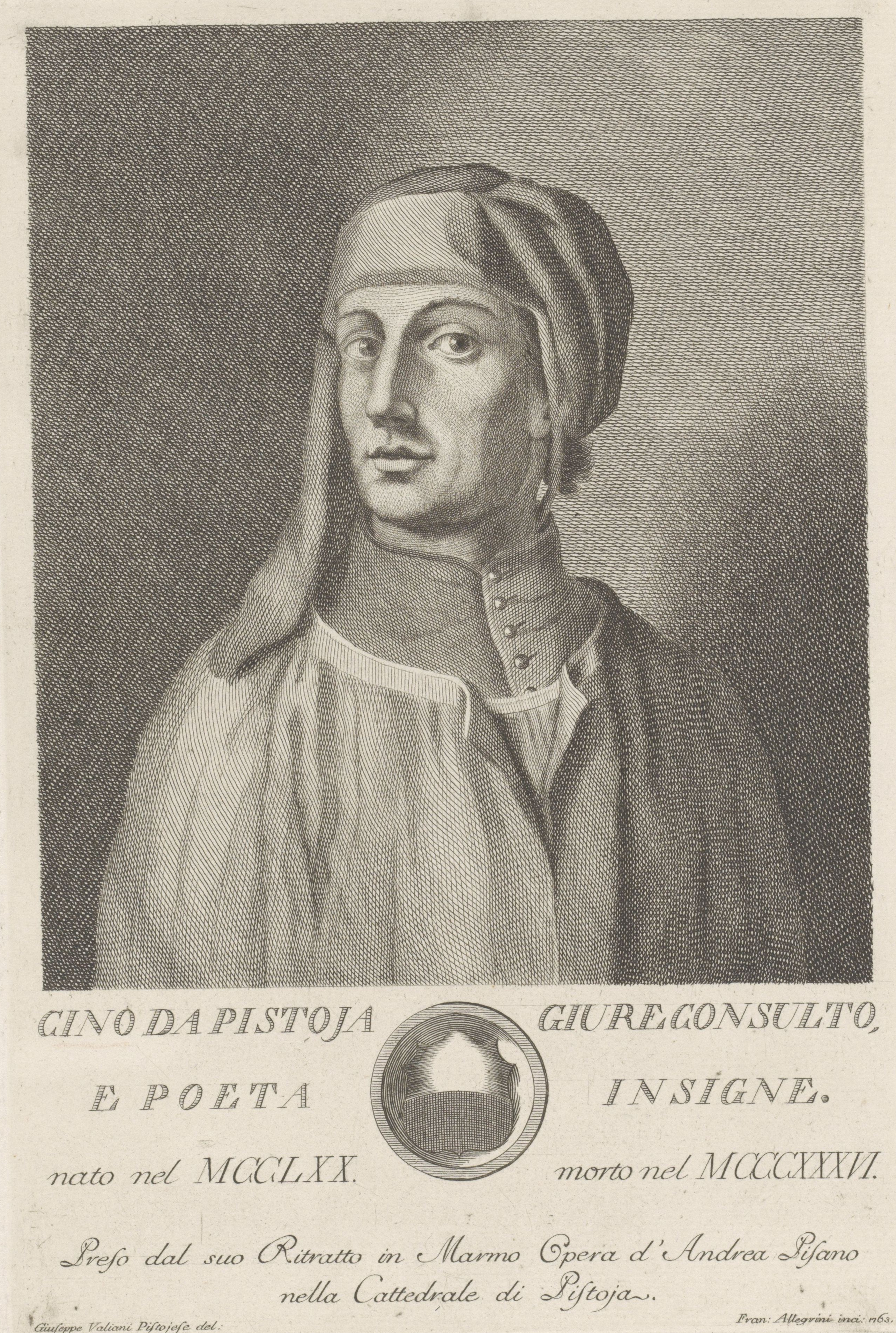

Hij werd geboren in een adellijke familie, aangezien zijn vader tot de familie Sinibuldi behoorde. Hij studeerde aan de Universiteit van Bologna, waar hij les kreeg van Dino Rosoni, en doceerde vervolgens rechten aan de universiteiten van Siena, Florence, Perugia en Napels. In 1334 werd hij tot gonfaloniere van Pistoia gekozen, maar hij nam de functie niet op zich.
Cynus zijn belangrijkste juridische werk was de Lectura in codicem (1312–1314), een commentaar op het corpus iuris civilis van Justinianus II waarin hij puur Romeins recht samenvoegde met hedendaagse statuten en gewoonterecht en canoniek recht, waarmee hij het Italiaanse gewoonterecht initieerde. Hij schreef ook ongeveer 200 lyrische gedichten die opmerkelijk waren vanwege hun zuiverheid van taal en harmonie van ritmes, waarvan de meeste waren opgedragen aan een vrouw genaamd Selvaggia. Dante, zijn vriend, prees zijn poëzie in De vulgari eloquentia.
Cino was ook een medestudent van Giovanni d'Andrea en een literaire vriend van Francesco Petrarca. Hij was leraar in Perugia van Bartolo da Sassoferrato, een van de beroemdste juristen van continentaal Europa van de veertiende eeuw.
- Bibsys: 90604805
- Biblioteca Nacional de España: XX1239491
- Bibliothèque nationale de France: cb12073075h (data)
- Catàleg d'autoritats de noms i títols de Catalunya: 981058511809306706
- CiNii: DA06835514
- Digitale Bibliotheek voor de Nederlandse Letteren: pist013
- Gemeinsame Normdatei: 119028921
- International Standard Name Identifier: 0000 0003 5579 9545
- Library of Congress Control Number: n85224853
- Nationale bibliotheek van Australië: 36005744
- Nationale Bibliotheek van Israël: 987007275866705171
- Nationale Bibliotheek van Polen: a0000001061752
- Nederlandse Thesaurus van Auteursnamen: 067463509
- Réseau des bibliothèques de Suisse occidentale: 02-A003107835
- Istituto Centrale per il Catalogo Unico: RAVV064302
- SNAC: w6v69qn8
- Système universitaire de documentation: 029016134
- Trove: 1181961
- Virtual International Authority File: 162879953
- WorldCat: E39PBJh8PkgFDG8HdYHwtpwgrq